# Menino 23
Menino 23, infâncias perdidas no Brasil é um documentário brasileiro de 2016, por Belisario Franca. O título faz referência ao sobrevivente do nazismo no Brasil, Aloisio Silva, chamado apenas por este número durante infância em 1930, quando escravizado em uma fazenda no município de Campina do Monte Alegre.
O filme esteve na disputa, por uma indicação, ao Oscar de Melhor Documentário de Longa-Metragem, no Oscar 2017. 

## Elenco
O elenco é composto por:
- Aloisio Silva;
- Argermiro Santos;
- Diva Alves de Almeida;
- Maria da Glória Alves de Almeida, e;
- Reginaldo Alves de Almeida.

## Enredo
Este retrata a pesquisa do historiador Sydney Aguilar Filho, que em 1998, durante uma aula de história sobre o nazismo, foi surpreendido por uma estudante afirmando que na fazenda da família (pertencente a elite política e econômica participantes da cúpula da Ação Integralista Brasileira) havia o desenho da suástica nos tijolos da casa. Achando isso suspeito, Aguiar investiga e descobre que, durante a década de 1930 nazistas brasileiros retiraram 50 meninos negros de um orfanato no Rio de Janeiro para serem escravizados, em uma fazenda da família Rocha Miranda no município de Campina do Monte Alegre. Contendo depoimentos de dois sobreviventes, Aloízio Silva (o “menino 23”) e Argemiro Santos.

## Leituras adicionais
- «Entre a suástica e a palmatória». Revista de História da Biblioteca Nacional. 1 de janeiro de 2012. Consultado em 8 de julho de 2016. Arquivado do original em 6 de agosto de 2016
- «Racismo à brasileira». Revista de História da Biblioteca Nacional. 1 de janeiro de 2012. Consultado em 8 de julho de 2016. Arquivado do original em 6 de agosto de 2016
- Aguilar Filho, Sidney (2011). Educação, autoritarismo e eugenia: exploração do trabalho e violência à infância desamparada no Brasil (1930-1945) (Doutorado em Educação). UNICAMP. Consultado em 8 de julho de 2016